# Martin Ho
Martin Ho (* 1986; bürgerlich: Anh Tuan Ho) ist ein österreichischer Unternehmer vietnamesischer Abstammung, der zahlreiche Restaurants, Bars und Nachtclubs in Wien betreibt. Neben der Gastronomie ist Ho mit seiner Dots-Unternehmensgruppe auch im Bereich Hotellerie, Lifestyle-Konsumgüter und Edelstahl-Handel tätig.
Von den Medien wird Ho häufig als „Szene-Gastronom“ tituliert. Unter Sebastian Kurz als österreichischem Außenminister fungierte Ho als „Integrationsbotschafter“ und unter Kurz’ Kanzlerschaft war er Mitglied einer regierungsberatenden Expertenrunde.

## Leben
Als Sohn vietnamesischer Einwanderer kam Ho im Alter von zwei Jahren nach Wien. Er maturierte an der Vienna Business School und eröffnete als 19-Jähriger im Jahr 2005 mit finanzieller Unterstützung seiner Eltern als Quereinsteiger in der Gastronomie seinen ersten Betrieb in der Wiener Mariahilfer Straße, das DOTS (heute: DOTS Establishment) Einige Jahre später folgte das DOTS im Brunnerhof, ein Sushi-Restaurant im 19. Wiener Gemeindebezirk und heute Sitz von Hos DOTS-Unternehmensgruppe. Außerdem gehörte ihm die Pratersauna.

### Politisches
Martin Ho zählt zu den Freunden des ehemaligen österreichischen Bundeskanzlers Sebastian Kurz. Kurz ernannte ihn in seiner Zeit als Außenminister zum „Integrationsbotschafter“.
Ho war Mitglied einer Expertenrunde, die die österreichische Bundesregierung zu Fragen der Nachtgastronomie im Zusammenhang mit der COVID-19-Pandemie in Österreich bei Massenquarantäne-Entscheidungen beriet.

### Privates
Ho hat mit seiner ehemaligen Partnerin Ivana zwei Kinder. Nach ihr ist auch einer seiner Betriebe benannt, Ivy’s Pho House, in welchem diese als Geschäftsführerin tätig war.
Im Jänner 2022 verlor Ho ein gegen das Online-Medium zackzack.at und dessen Herausgeber Peter Pilz angestrengtes Gerichtsverfahren wegen übler Nachrede.